# Чхо Гу Хам
Чхо Гу Хам (кор. 조구함, нар. 30 липня 1992) — південнокорейський дзюдоїст, срібний призер Олімпійських ігор 2020 року, чемпіон світу.

## Виступи на Олімпіадах
| Олімпіада           | Дисципліна | Місце |
| ------------------- | ---------- | ----- |
| Ріо-де-Жанейро 2016 | До 100 кг  | 9     |
| Токіо 2020          | до 100 кг  | 2     |